# آدم حاشي عيرو
آدم حاشي فارح عيرو الملقب بـ أبو محسن الأنصاري وكنيته في أفغانستان كانت أبو محسن المهاجر اشتهر بلقب (المعلم آدم) ويقصد به المدرب والمرشد الجهادي الروحي وذلك لكثرة عدد الشباب الذين تدربوا على يديه ولقب بـ (زرقاوي الصومال).

## نبذة عنه
ولد آدم حاشي فارح عيرو في وسط الصومال عام 1976م، وتعلم القرآن وكان من حفظة القرآن الكريم، ويعد أحد القيادات الرئيسية في حركة الشباب المجاهدون والتي كانت تتمتع بالخبرة العسكرية.
من طلاب وتلاميذ حسن طاهر أويس.
كان آدم حاشي عيرو متزوجاً من امراتين وكان له من الأولاد عدد غير معروف.
كما وصفه عارفوه بأنه كان شخصية اجتماعية مؤثرة للتواضع، نزيهة بعيدة عن الأحقاد القبلية.
أسس حركة الشباب المجاهدين التي أعلنت انفصالها عن اتحاد المحاكم بعد تأسيس تحالف تحرير الصومال بقيادة المحاكم، إلا أنه تنحى عن قيادتها حيث يقول محبوه إنه يحب أن يكون «جندياً فقط».
وبحسب مقربيه فقد كان يصمم على رفع السلاح حتى يرى الصومال محرراً تطبق فيه الشريعة الإسلامية، كما كان يرفض التصالح مع الحكومة الفيدرالية التي ترى الحركة أنها مرتدة.
انضم صغيراً إلى معسكرات التدريب التي كانت تديرها حركة الاتحاد الإسلامي أوائل التسعينيات في جنوب الصومال.
لعب دوراً كبيراً في إنشاء عدة معسكرات لتدريب الشباب فيها، وإعدادهم للحرب، قبيل بروز المحاكم الإسلامية وكانت هذه المعسكرات تستقطب مئات الشباب، وتتم فيها عمليات تجنيدهم عن طريق تدريسهم لبعض الرسائل «الجهادية»، التي يكتبها منظروا القاعدة في العالم كما يتم نقل أدبيات الجماعات الجهادية، والتدريب على استخدام وسائل التكنولوجيا المتطورة.
وتمتع عيرو بالحذر الشديد حيث لم يكن ينام ليلتين في مكان واحد، إلى جانب أنه كان مهاباً من جانب أمراء الحرب.

## حروب شارك فيها
انضم عيرو، وهو لقب يشير إلى عشيرته التي ينتسب إليها، إلى حركة الاتحاد الإسلامي (الاعتصام حالياً) التي كانت تسعى إلى السيطرة على الصومال وحكمه بالشريعة الإسلامية، وقد لعب عيرو دوراً كبيراً في حروب حركة الاتحاد الإسلامي أهمها معركته ضد قوات عبد الله يوسف في بوصاصو شمال شرق الصومال أوائل التسعينيات، وكذلك الحرب ضد إثيوبيا في جنوب غرب الصومال بين 1995 - 1996. في كل من شرق الصومال وإقليم الصومالي الإثيوبي ومنطقة غذو بجنوب غرب الصومال ضد القوات الإثيوبية.
كما شارك في المعسكرات التي انشِئت في منطقة جدو غرب الصومال في آواخر التسعينات.
وفي سنة 1998 توجه آدم عيرو إلى أفغانستان ليتلقى تدريبه على أيدي رجال تنظيم القاعدة طالبان بتوصية من أستاذه حسن طاهر وقد تدرب على صناعة المتفجرات وتفكيك الألغام وتدريب المقاتلين، ثم رجع إلى أفغانستان قبيل أحداث الحادي عشر من سبتمبر 2001م ضمن وفد يقوده حسن طاهر أويس للقاء أسامة بن لادن والتشاور معه في تأسيس تنظيم صومالي موال لتنظيم القاعدة في الصومال، وبعد رجوعه إلى الصومال فتح عيرو معسكرات تدريب، وأصبح من النواة الأولى التي أسست عليها حركة الشباب المجاهدين.
وفي الفترة ما بين عام 2000 إلى 2004 اشتغل آدم عيرو بتأسيس المراكز التدريبية بعد أن برزت الدعاوي الأمريكية بمحاربة الإرهاب وادعاء أن الصومال يأوي مجموعات إرهابية، وبدأ حملات اختطاف إسلاميين على أيدي عملاء إثيوبيين في مقديشو وفي هذه الأثناء جرت محاولة فاشلة لاختطافه، لكنه كان غائبا في ذلك الوقت، ومنذ ذلك الحين ألزم نفسه بحراسة شخصية ترافقه.
لعب آدم عيرو دوراً فاعلاً في هزيمة زعماء الحرب في مقديشو عام 2006م وتقوية جناح السلفية الجهادية في اتحاد المحاكم الإسلامية الذي كان يضم أطيافاً شتى، وأخضع إقليم جلجدود إلى سيطرته، وبسط نفوذه في أغلب البلدات الواقعة في وسط الصومال.
وبعد سقوط المحاكم الإسلامية بدأت «حركة الشباب المجاهدين» عملياتها ضد القوات الحكومية الانتقالية، والقوات الإثيوبية التي تساندها في المعارك.
وتقول تلك المصادر المطلعة إن القيادي آدم حاشي عيرو، قد شارك في العمليات القتالية التي خاضتها حركة الاتحاد الإسلامي في شمال شرق الصومال، بين مقاتلي حركة الاتحاد الإسلامي وبين قوات عشائرية بقيادة عبد الله يوسف أحمد.
كما تشير ذات المصادر أنَّ آدم حاشي عيرو، انتقل بعد تلك المعارك، إلى المشاركة في العمليات القتالية التي خاضتها حركة الاتحاد الإسلامي أيضاً داخل الأراضي التي تحتلها إثيوبيا من الصومال (أوغادين).
رغم الدور الحيوي الذي قام به داخل ائتلاف المحاكم إلا أنه حرص على جعل الشباب تنظيماً مستقلاً.
كما كان مصراً على استمرار الحرب مع إثيوبيا ومع الحكومة الانتقالية كما يتمسك برفض أي حوار مع الحكومة الانتقالية التي كان يراها لا تلتزم شريعة الإسلام.
آدم عيرو الذي كان في بداية العقد الثالث كان بعيداً عن الأضواء، وعدسات المصورين ولا يعطي تصريحات للإذاعات.

## مقتله
توفي آدم عيرو متأثراً بإصابة صاروخ أمريكي في منزله في مدينة طوسمريب بوسط الصومال فجر الخميس 1 من مايو 2008م.[بحاجة لمصدر]
أعلن البنتاغون بنشوة مقتل الزعيم الشاب آدم حاشي عيرو زعيم حركة شباب المجاهدين المقاومة للاحتلال الإثيوبي يوم الأول من مايو/أيار 2008 بعد أن قامت مقاتلاتها بضربة جوية ألقت ثلاثة قنابل كبيرة على منزل صغير في قرية ريفية بجنوب الصومال تعرف باسم طوس مريب في محافظة جلجدود على بعد 500 كم شمال العاصمة مقديشو.
حيث قامت سفينة بحرية إمريكية كانت تقف قبالة السواحل الصومالية، بإطلاق 4 صواريخ صاروخ كروز من طراز توماهوك، كما قالت صحيفة نيويورك تايمز.
وتعودت المقاتلات الإمريكية قصف المدنيين في الصومال بحجة استهداف الإرهابيين منذ دخول القوات الإثيوبية للصومال في ديسمبر/كانون الأول 2006 لدعم ما يسمى بالحكومة الانتقالية التي اتخذتها إثيوبيا غطاءاً لاحتلالها المباشر للصومال، وإخراج قوات المحاكم الإسلامية من مقديشو بعدما دحرت زعماء الحرب المدعومين إمريكياً وسيطرت على المناطق الجنوبية لتعيد إليها الأمن والأمان الذي افتقده الشعب خلال 16 عاماً من الحرب الأهلية والفوضى.
لن يكون مقتل زعيم حركة شباب المجاهدين «عيرو» أكثر من علامة على استمرار المواجهة والحرب ولا يمكن أن تعتبر انتصاراً ولا هزيمة لأي من الجانبين.